# Champsanglard
Champsanglard ist eine Gemeinde in Frankreich. Sie gehört zur Region Nouvelle-Aquitaine, zum Département Creuse, zum Arrondissement Guéret und zum Kanton Bonnat. Im Südwesten bildet die Creuse die Grenze zu Anzême. Die weiteren Nachbargemeinden sind Bonnat im Norden, Jouillat im Osten und im Südosten und Le Bourg-d’Hem im Nordwesten.

## Bevölkerungsentwicklung
| Jahr      | 1962 | 1968 | 1975 | 1982 | 1990 | 1999 | 2008 | 2018 |
| --------- | ---- | ---- | ---- | ---- | ---- | ---- | ---- | ---- |
| Einwohner | 344  | 328  | 241  | 205  | 202  | 208  | 227  | 248  |

## Sehenswürdigkeiten
- Kirche Saint-Martin aus dem 12. Jahrhundert